# Lewis Terman
Lewis Madison Terman, né le 15 janvier 1877 dans le comté de Johnson (Indiana) et mort le 21 décembre 1956 à Palo Alto, est un psychologue américain et professeur de psychologie à la Stanford Graduate School of Education. Pionnier de la psychologie de l'éducation américaine au début du XXe siècle, il est surtout connu pour sa révision du test Stanford-Binet et pour ses études longitudinales concernant des enfants à haut potentiel intellectuel, Genetic Studies of Genius.

## Biographie
Il fait ses études secondaires au Central Normal College de Danville, puis obtient une licence et un master (1903) à l'université de l'Indiana à Bloomington. Il obtient ensuite un doctorat à l'université Clark (1905). Il travaille comme directeur d'école à San Bernardino en 1905, puis il est nommé professeur à l'école normale pour enseignants de Los Angeles (1907). En 1910, il est nommé professeur de psychologie de l'éducation à l'université Stanford, sur proposition d'Ellwood Patterson Cubberley, et reste associé à l'université jusqu'à sa mort. Il y dirige notamment le département de psychologie de 1922 à 1945.
Une enquête de la Review of General Psychology de 2002, concernant les psychologues les plus cités du XXe siècle le classe à la 72e place, ex aequo avec G. Stanley Hall.

## Travaux
Il publie la Stanford Révision du Binet-Simon Échelle en 1916, auquel il apporte de nouvelles modifications en 1937 puis en 1960. Il s'agit d'une adaptation du premier test, réalisé par les psychologues Alfred Binet et Théodore Simon. Terman a conçu son test Stanford-Binet comme une aide pour la classification des enfants handicapés sur le plan du développement. Le test Stanford-Binet révisé, notamment dans sa cinquième version, reste largement utilisé pour mesurer l'intelligence générale des adultes et des enfants. Le premier recours massif aux tests de QI a été effectué par Terman, durant la Première Guerre mondiale. À la différence de Binet et Simon, dont l'objectif était d'identifier les élèves dont les difficultés scolaires nécessitaient une aide spécifique, Terman envisage le recours au tests de QI dans le cadre d'une orientation professionnelle pertinente.
Terman s'est particulièrement intéressé aux enfants à haut potentiel intellectuel. Il a notamment publié, en 1922, A New Approach to the Study of Genius. Il a également conduit une étude longitudinale sur les enfants surdoués, Genetic Studies of Genius, à partir de 1921.
Il s'est également intéressé à l'eugénisme et a été membre de la Human Betterment Foundation.

## Distinctions
- 1923 : président de l'Association américaine de psychologie (APA)
- 1928 : membre de l'Académie nationale des sciences

## Vie privée
Il est le père de Frederick Terman, dont le nom est associé à la création de la Silicon Valley.

## Publications
- The Measurement of Intelligence, 1916.
- The Use of Intelligence Tests, 1916.
- The Intelligence of School Children: How Children Differ in Ability, the Use of Mental Tests in School Grading, and the Proper Education of Exceptional Children, 1919.
- The Stanford Achievement Test, 1923.
- Genetic Studies of Genius, 1925 (réed. 1947 et 1959).
- Autobiography of Lewis Terman, 1930.
- The mental hygiene of exceptional children. Pedagogical Seminary, 22529-537, 1915.
- A new approach to the study of genius. Psychological Review, 29(4), 310-318, 1922.
- (dir.). The gifted group at mid-life. Stanford, CA: Stanford University Press, 1959.